# Bán Imre (technikatörténész)
Bán Imre (eredeti neve: Friedler Imre, 1912-ig) (Mezőberény, 1890. június 20. – Budapest, 1944. november 30.) ügyvéd, jogász, technikatörténész.

## Életpályája
Szülei Friedler Dávid és Zigler/Czigler Mária. Jogi tanulmányait Nagyváradon végezte el. 1913-ban a budapesti tudományegyetemen jogtudományi doktori oklevelet szerzett. 1915–1918 között tartalékos főhadnagyként harcolt az első világháborúban.
1920-ban ügyvédi vizsgát tett. 1920–1923 között a Nagybátony-Újlaki Egyesült Iparművek jogi osztályának munkatársa volt. 1923–1941 között a Salgótarjáni Kőszénbánya Rt. jogi osztályának vezetője, majd a vállalat igazgatóhelyettese volt. 1932–1941 között a Társadalombiztosítási Osztály vezetője, valamint az Országos Magyar Bányászati és Kohászati Egyesület ügyésze is volt. 1941-ben származása miatt elbocsátották állásából.
Bányajoggal foglalkozott. Összegyűjtötte és kiadta a magyarországi bányászatra vonatkozó törvényeket és rendeleteket. Fontos eredményeket ért el a magyarországi kőszénbányászat kora újkori, illetve XVIII-XIX. századi történetének vizsgálata terén. Az első magyar bányászszociológiai munka szerzője volt.
Az ország német megszállása után a nyilasterror áldozata lett.
1925. szeptember 15-én Budapesten feleségül vette Szana Annát.

## Művei
- Magyar bányajog. A bányászatra vonatkozó törvények, rendeletek, döntvények és elvi jelentőségű határozatok teljes gyűjteménye (Alliquander Ödönnel és Tassonyi Ernővel, Budapest, 1931)
- Adatok a magyar kőszénbányászat történetéhez a XVIII. században (Budapest, 1934)
- A brennbergi kőszénbányászat története 1759-től 1792-ig (Budapest, 1936)
- A magyar kőszénbányászat úttörői (Budapest, 1936)
- Szénbányászok (Magyar gyári munkásság. Szociális helyzetkép. Budapest, 1940)
- Csatornatervek kőszeneink szállítására kőszénbányászatunk első szakaszában. 1759–1830. (Budapest, 1943)
- A magyar kőszénbányászat története az 1759–1918 években (Az életrajzi bevezetőt Faller Jenő írta; Az MTA Műszaki Tudományos Osztály Közleménye, VIII. 1953, 3–4. sz., posztumusz munka)